# José Manuel Galdames Ibáñez
José Manuel Galdames Ibáñez (Barakaldo, 15 de juny de 1970) és un exfutbolista professional basc, que ocupava la posició de defensa central.

## Trajectòria
Internacional sub-20 en una ocasió per la selecció espanyola, Galdames va ser una de les tantes promeses que van sorgir de Lezama, l'escola de l'Athletic Club. A la temporada 91/92 puja al primer equip, però amb prou feines disposa d'oportunitats en els tres anys al primer equip de San Mamés, jugant tan soles 15 partits de lliga entre 1991 i 1994.
L'estiu del 94 passa a la SD Compostela, on guanya en aparicions però sense arribar a la titularitat. La temporada 95/96 retorna a Bilbao, on juga 16 partits, i la temporada 96/97 de nou al Compostela, fent una campanya regular amb 24 partits.
Deixa la lliga espanyola i marxa a la francesa, al Toulouse FC. A la ciutat del Llenguadoc hi roman tres anys, fins al 2000, jugant una quantitat destacable de partits, però sense arribar a la titularitat indiscutible.
Regressa la temporada 00/01 a Euskadi per jugar amb la SD Eibar, a Segona Divisió. Apareix en 30 partits i en altres 20 de la temporada 01/02. Al final d'aquesta temporada, Galdames es retira, amb 68 partits a la Primera Divisió espanyola i 62 a la francesa.